# Hypena yoshimalis
Hypena yoshimalis là một loài bướm đêm trong họ Erebidae.